# Василий Говорухин
Василий Сергеевич Говорухин (на руски: Василий Сергеевич Говорухин) е съветски биогеограф, професор.

## Биография
Роден е на 7 декември 1903 г. в Рибинск, Ярославска губерня, Руска империя. Първоначално учи в Иваново-Вознесенския педагогически институт, след което продължава образованието си в Москва. През 1927 г. завършва Московския държавен университет, а през 1930 г. завършва следдипломна квалификация. По същото време, в периода 1929 – 1930 г., работи в Института по фуражите. От 1930 до 1947 г. работи в Московския държавен университет. През 1931 – 1934 г. работи и в Института по земеделско почвознание, а през 1934 – 1937 и 1939 – 1946 г. – в Главната дирекция на Северния морски път. От 1938 г. е кандидат на биологични науки, а от 1940 г. – доцент. Работи също в Московския регионален педагогически институт и Московския институт по геодезия и топография. От 1950-те години е професор, ръководител на катедрата по география и геология в Московския регионален педагогически институт.
Провежда многобройни експедиционни проучвания на територията на Съветския съюз. Маршрутите му са в различни, понякога труднодостъпни региони: поречието на Печора, Северен Урал, Кузнецки Алатау, Западен Сибир, Централен Кавказ и Закавказието, Алтай.
Изследва ландшафтите на тундрата (предимно мъховете и храстовите съобщества), пасищата на елените. По време на експедициите си открива редица ледници.
Основни негови трудове са „Флора на Урал“ (1937) и „География на растенията с основите на ботаниката“ 1957, 1961 (в съавторство).
Умира през март 1971 г.